# Australiseiulus
Australiseiulus es un género de ácaros perteneciente a la familia Phytoseiidae.

## Especies
El género contiene las siguientes especies:
- Australiseiulus angophorae (Schicha, 1981)
- Australiseiulus australicus (Womersley, 1954)
- Australiseiulus dewi Beard, 1999
- Australiseiulus goondi Beard, 1999
- Australiseiulus laterisetus Moraes, Oliveira & Zannou, 2001
- Australiseiulus poplar Beard, 1999